# Morency-Insel
Die Morency-Insel ist eine Insel von etwa 1,5 km Länge vor der Black-Küste des Palmerlands im Süden der Antarktischen Halbinsel. Sie liegt westlich der Steele-Insel und rund 15 km nordwestlich des Kap Bryant. 
Entdeckt wurde sie von Wissenschaftlern der East Base bei der United States Antarctic Service Expedition (1939–1941), die im Jahr 1940 zu Land und per Flugzeug Erkundungen des Gebiets vornahmen. Benannt ist die Insel nach Anthony Joseph Leo Morency (1908–2001), Zugmaschinenführer auf der East Base.